# Morro do Pilar
Morro do Pilar is een gemeente in de Braziliaanse deelstaat Minas Gerais. De gemeente telt 3.524 inwoners (schatting 2009).

## Aangrenzende gemeenten
De gemeente grenst aan Carmésia, Conceição do Mato Dentro, Itambé do Mato Dentro en Santo Antônio do Rio Abaixo.